# Blaise Bontems
Pour les personnes ayant le même patronyme, voir Bontems.
Blaise Bontems est un sculpteur et automatier français, né le 5 mars 1814 au Ménil dans les Vosges et mort à Paris le 19 juin 1893. 
Réputé pour ses oiseaux chantants, il est le premier d'une dynastie de fabricants d'automates qui comprend son fils Charles Jules et son petit-fils Lucien. Les oiseaux chantants de Bontems étaient notés pour la justesse de leur chant,,.